# جوقان
جوقان، روستایی از توابع بخش مرکزی شهرستان گلبهار در استان خراسان رضوی ایران است.
این روستا داراي یک دبستان است دبستان امام حسین علیه السلام
دارای یک مسجد است مسجد امام رضا علیه السلام
دارای یک پارک است پارک شهید تهرانی مقدم

## جمعیت
این روستا در دهستان بیزکی قرار دارد و براساس سرشماری مرکز آمار ایران در سال ۱۳۹۵، جمعیت آن ۱۷۵ نفر( 45خانوار) بوده‌است.